# راسل دپویس
راسل دپویس (انگلیسی: Russel D. Dupuis؛ زادهٔ ۱۹۴۷) یک دانشمند است. وی عضو پیوسته انجمن مهندسان برق و الکترونیک بود.
وی همچنین برندهٔ جوایزی همچون مدال ملی فناوری و نوآوری شده است.